# 애니아과
애니아과 또는 크로토파가아과(Crotophaginae)는 뻐꾸기목 뻐꾸기과에 속하는 4개의  조류 아과중 하나이다. 군집 생활을 하며, 아메리카에서 발견된다. 이전에는 '애니과' 또는 '크로토파가과'(Crotophaginae)로 분류하기도 했다. 2속 4종으로 이루어져 있다. 여러 암컷이 둥지에 공동으로 알을 낳는 협동생육 조류로 잘 알려져 있다.

## 하위 분류
- 애니속 또는 크로토파가속 (Crotophaga) - 애니류 (Anis)
  - 큰애니 (C. major)
  - 애니 (C. ani)
  - 홈부리애니 (C. sulcirostris)
- 귀라속 (Guira)
  - 귀라 (G. guira)